# Schönbuch (Vogelschutzgebiet)
Das Gebiet Schönbuch ist ein 2007 eingerichtetes und mit Verordnung vom 5. Februar 2010 durch das Ministerium für Ernährung und Ländlichen Raum festgelegtes Europäisches Vogelschutzgebiet (Schutzgebietskennung DE-7420-441) in Teilen der baden-württembergischen Landkreise Böblingen, Esslingen, Reutlingen und Tübingen in Deutschland.

## Beschreibung
Beschrieben wird das Gebiet Schönbuch als „bedeutendes Buchenwaldgebiet mit über 600 Hektar Streuobstwiesen am Rand, Wiesen, Äckern, Halbtrockenrasen, Hecken, Bachläufen, Weinbergen und Waldsäumen sowie größtes zusammenhängendes Waldgebiet zwischen Stuttgart und Schwäbischer Alb“.

### Güte und Bedeutung
Das ehemalige feudale Waldgebiet mit Zeugnissen aus prähistorischer und historischer Zeit sowie Resten ehemals weit verbreitetem Weinanbau auf einer Keuperstufe mit Gips-, Stubensandstein-Mergelaufschlüssen und Stufenrand-Trichter-Situationen mit glazialen Formungen ist das bedeutendste Brutgebiet für den Wespenbussard in Baden-Württemberg, ein Dichtezentrum der Grauammer und eines der wichtigsten baden-württembergischen Brutvorkommen von Grauspecht, Hohltaube und Neuntöter.

### Lebensraumklassen
|                                                                 |                                                                 |  |      |      |
| Nichtwaldgebiete mit hölzernen Pflanzen, Gestrüpp usw.          | Nichtwaldgebiete mit hölzernen Pflanzen, Gestrüpp usw.          |  | 8 %  | 8 %  |
| Mischwald                                                       | Mischwald                                                       |  | 76 % | 76 % |
| Nadelwald                                                       | Nadelwald                                                       |  | 5 %  | 5 %  |
| Melioriertes Grünland                                           | Melioriertes Grünland                                           |  | 5 %  | 5 %  |
| Anderes Ackerland                                               | Anderes Ackerland                                               |  | 5 %  | 5 %  |
| Sonstiges (Städte, Straßen, Deponien, Gruben, Industriegebiete) | Sonstiges (Städte, Straßen, Deponien, Gruben, Industriegebiete) |  | 1 %  | 1 %  |
|                                                                 |                                                                 |  |      |      |

## Lage
Die zwei Teilgebiete des rund 15.300 Hektar (ha) großen Vogelschutzgebiets Schönbuch verteilen sich auf sieben Städte und zwölf Gemeinden in vier Landkreisen:
- Landkreis Böblingen (5.384,6 ha)
  - Gemeinden Altdorf (1.178,62 ha), Gärtringen (90,01 ha), Hildrizhausen (730,03 ha), Nufringen (331,82 ha) und Weil im Schönbuch (1.086,40 ha)
  - Städte Herrenberg (1.739,54 ha), Holzgerlingen (75,12 ha) und Waldenbuch (153,09 ha)
- Landkreis Esslingen (571,2 ha)
  - Gemeinden Altenriet (31,45 ha) und Schlaitdorf (278,61 ha)
  - Stadt Aichtal (261,16 ha)
- Landkreis Reutlingen (1.381,6 ha)
  - Gemeinden Pliezhausen (598,14 ha) und Walddorfhäslach (696,12 ha)
  - Stadt Reutlingen (87,38 ha)
- Landkreis Tübingen (8.024,6 ha)
  - Gemeinden Ammerbuch (2.096,13 ha), Dettenhausen (710,65 ha) und Kirchentellinsfurt (166,14 ha)
  - Städte Rottenburg am Neckar (262,65 ha) und Tübingen (4.789,04 ha)

## Schutzzweck
Die gebietsbezogenen Erhaltungsziele sind je nach Art unterschiedlich beschrieben:

### Brutvögel
Brutvogelarten, die im Anhang I der Vogelschutzrichtlinie aufgelistet und für die in ganz Europa besondere Maßnahmen anzuwenden sind. In diese Kategorie fallen in Baden-Württemberg insgesamt 39 Arten.

#### Eisvogel(Alcedo atthis)

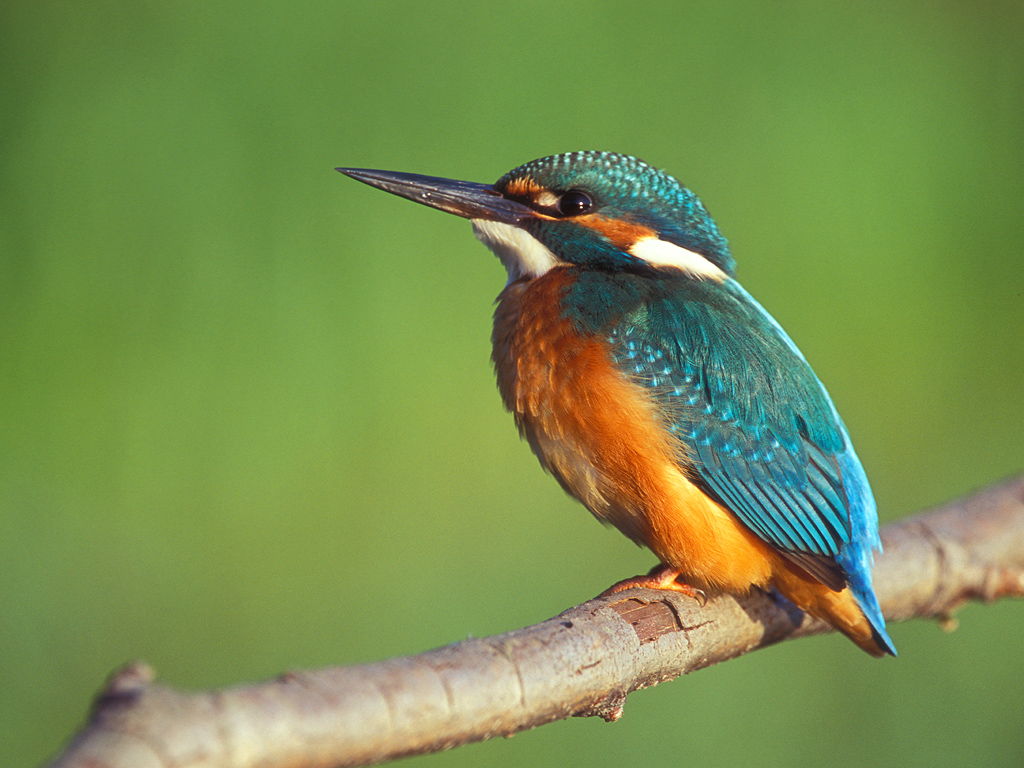
Eisvogel

Erhaltung der naturnahen Gewässer, von Steilwänden und Abbruchkanten aus grabbarem Substrat in Gewässernähe, von für die Brutröhrenanlage geeigneten Wurzeltellern umgestürzter Bäume in Gewässernähe, von Strukturen, die als Ansitz für die Jagd genutzt werden können wie starke Ufergehölze mit über das Gewässer hängenden Ästen, Erhaltung einer Wasserqualität, die gute Sichtbedingungen für den Beutefang gewährleistet, einer Gewässerdynamik, die die Neubildung von zur Nestanlage geeigneten Uferabbrüchen ermöglicht, Erhaltung von Sekundärlebensräumen wie aufgelassene Abbaustätten mit Gewässern und Steilufern, des Nahrungsangebots mit Kleinfischarten und Jungfischaufkommen sowie Erhaltung störungsfreier oder zumindest störungsarmer Fortpflanzungsstätten während der Fortpflanzungszeit vom 15. Februar bis zum 15. September.

#### Grauspecht(Picus canus)

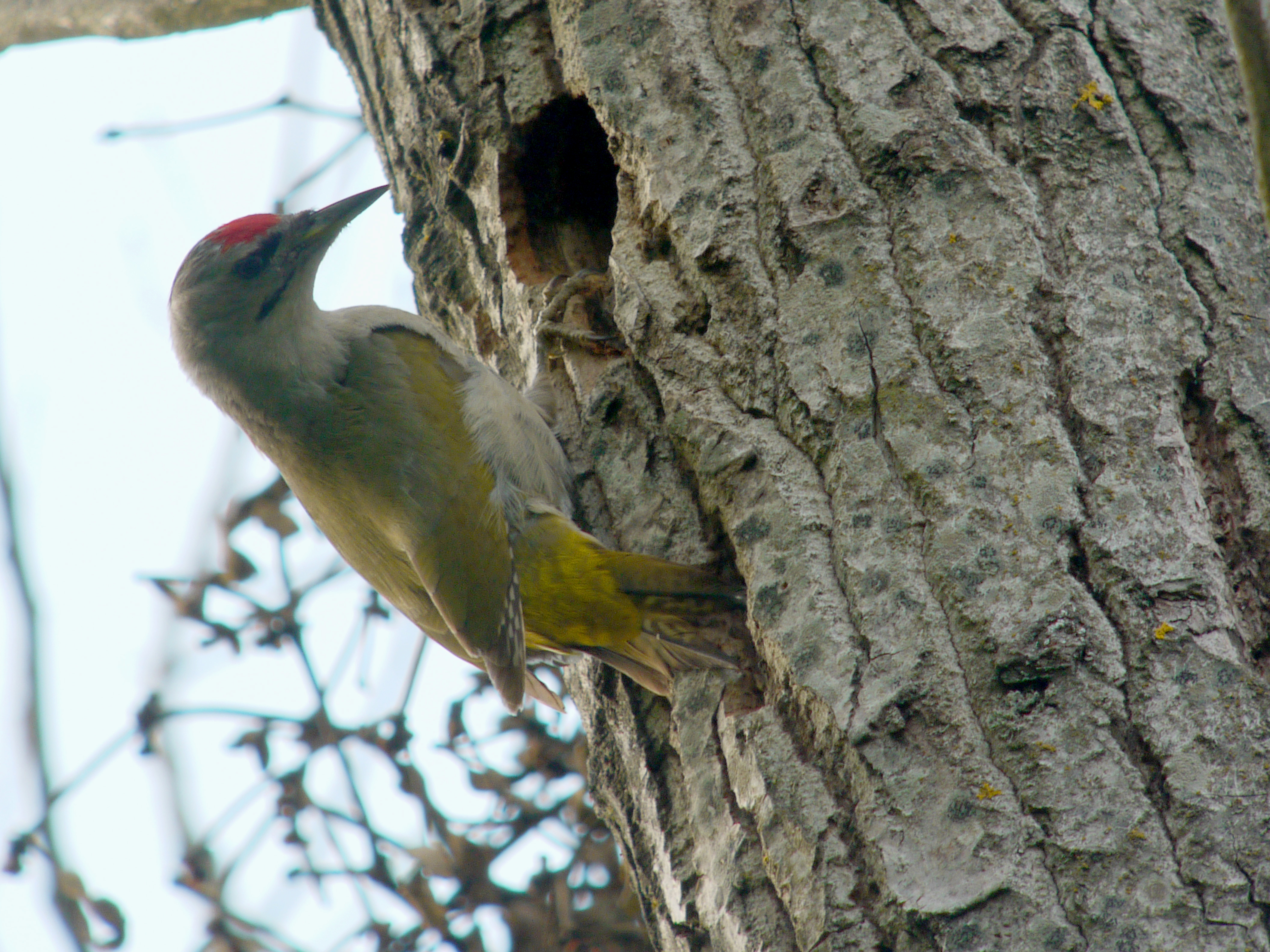
Grauspecht

Erhaltung von reich strukturierten lichten Laub- und Laubmischwäldern mit Offenflächen zur Nahrungsaufnahme, von Auenwäldern, von extensiv bewirtschafteten Streuobstwiesen, Erhaltung der Magerrasen, mageren Mähwiesen oder Viehweiden, Erhaltung von Randstreifen, Rainen, Böschungen und gesäumten gestuften Waldrändern, von Altbäumen und Altholzinseln, von Totholz, insbesondere von stehendem Totholz, Erhaltung der Bäume mit Großhöhlen sowie des Nahrungsangebots.

#### Halsbandschnäpper(Ficedula albicollis)

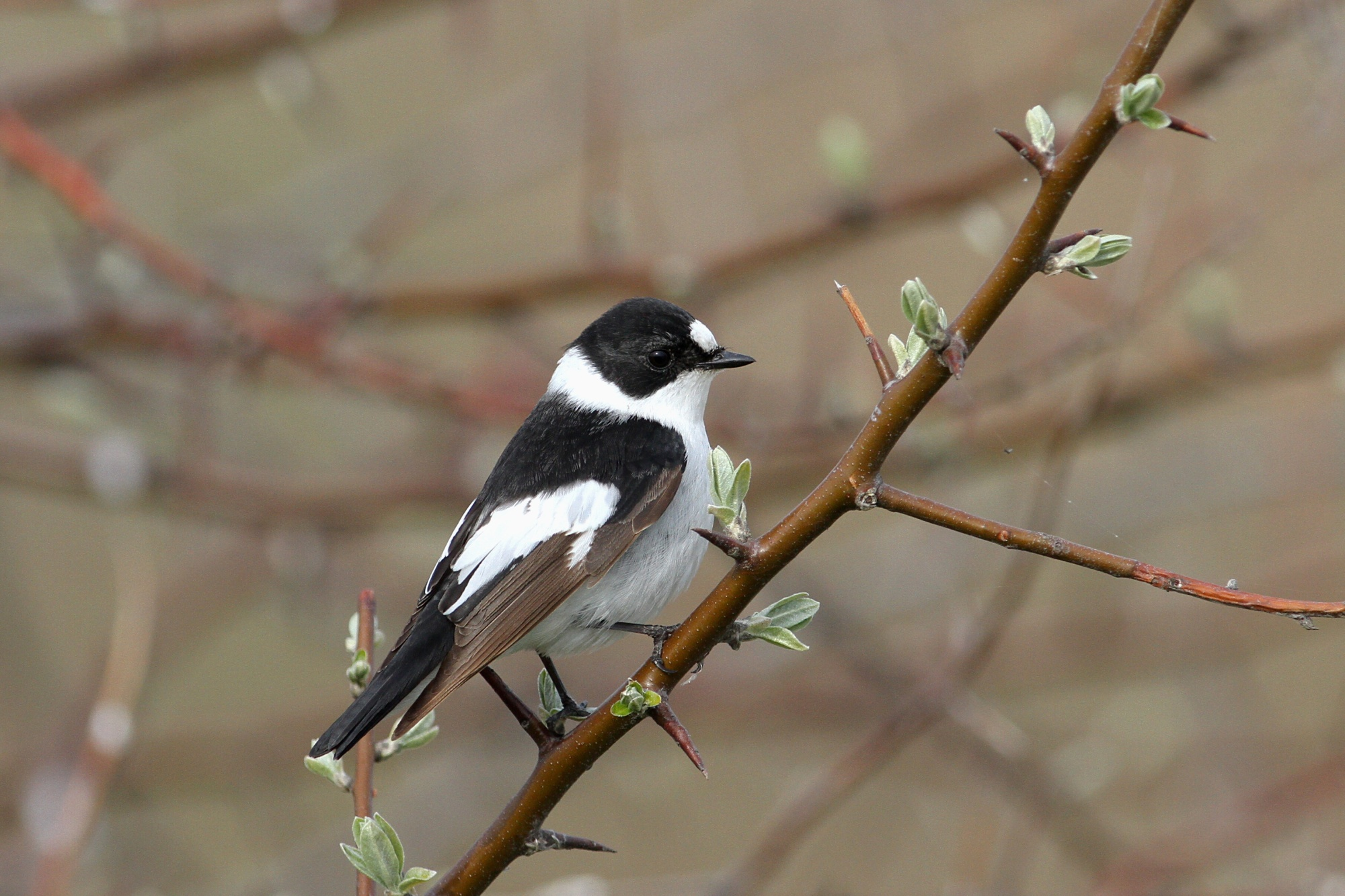
Halsbandschnäpper

Erhaltung von extensiv bewirtschafteten Streuobstwiesen mit hohem Kernobstanteil, von lichten Laub- und Auenwäldern, von Altbäumen und Altholzinseln, von Bäumen mit Höhlen sowie die Erhaltung des Nahrungsangebots, insbesondere mit Insekten.

#### Mittelspecht(Dendrocopos medius)

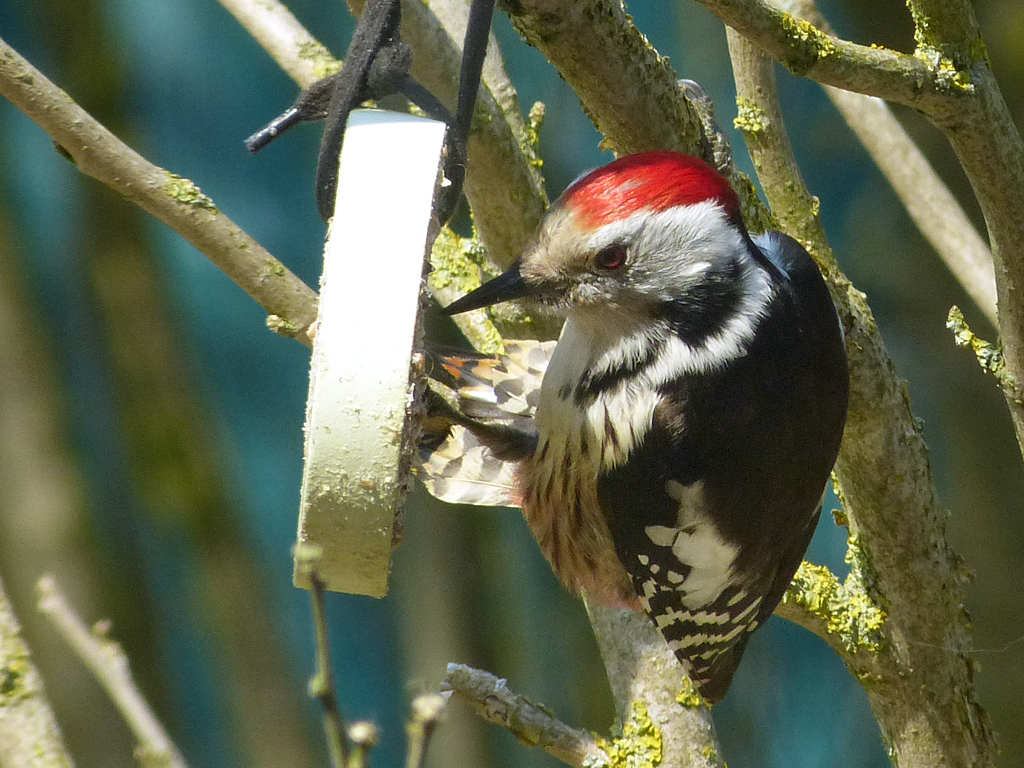
Mittelspecht

Erhaltung von Laub- und Laubmischwäldern, insbesondere mit Eichenanteilen, von Auen- und Erlenwäldern, von extensiv bewirtschafteten Streuobstwiesen, von Altbäumen und Altholzinseln, von stehendem Totholz sowie Bäumen mit Höhlen.

#### Neuntöter(Lanius collurio)
Erhaltung von extensiv bewirtschafteten Streuobst-, Grünland- und Heidegebieten, von Nieder- und Mittelhecken aus standortheimischen Arten, insbesondere dorn- oder stachelbewehrte Gehölze, Erhaltung der Streuwiesen und offenen Moorränder, Erhaltung von Einzelbäumen und Büschen in der offenen Landschaft, von Feldrainen, Graswegen, Ruderal-, Staudenfluren und Brachen, Acker- und Wiesenrandstreifen, von Sekundärlebensräumen wie aufgelassene Abbaustätten mit vorgenannten Lebensstätten sowie Erhaltung des Nahrungsangebots, insbesondere mit größeren Insekten.

#### Rotmilan(Milvus milvus)

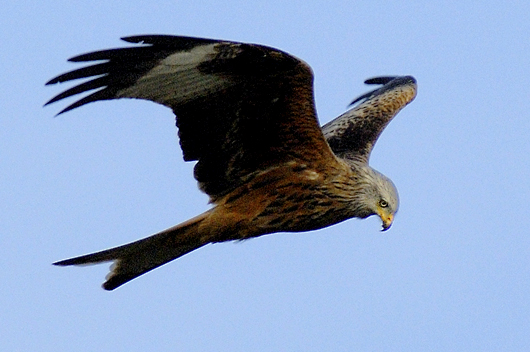
Rotmilan

Erhaltung von vielfältig strukturierten Kulturlandschaften mit lichten Waldbeständen, von Feldgehölzen, großen Einzelbäumen und Baumreihen in der offenen Landschaft, von Grünland, von Altholzinseln und alten, großkronigen Bäumen mit freier Anflugmöglichkeit, Erhaltung der Bäume mit Horsten, der Lebensräume ohne Gefahrenquellen wie nicht vogelsichere Freileitungen und Windkraftanlagen sowie die Erhaltung störungsfreier oder zumindest störungsarmer Fortpflanzungsstätten während der Fortpflanzungszeit vom 1. März bis zum 31. August.

#### Schwarzmilan(Milvus migrans)

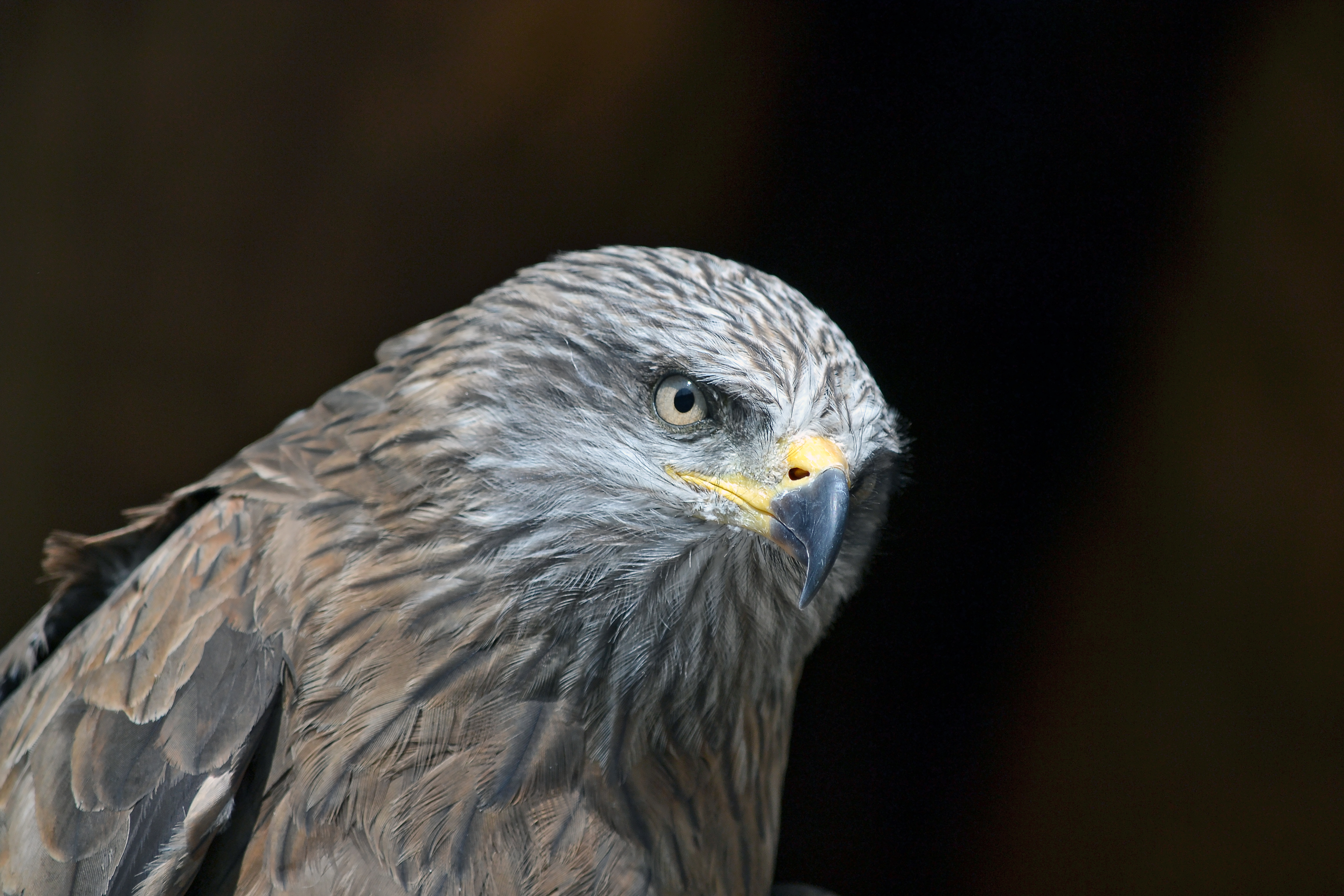
Schwarzmilan

Erhaltung von vielfältig strukturierten Kulturlandschaften, von lichten Waldbeständen, insbesondere Auenwäldern, von Feldgehölzen, großen Einzelbäumen und Baumreihen in der offenen Landschaft, Grünland, Altholzinseln und alten, großkronigen Bäumen mit freier Anflugmöglichkeit, insbesondere in Waldrandnähe, Erhaltung der naturnahen Fließ- und Stillgewässer, Erhaltung der Bäume mit Horsten, der Lebensräume ohne Gefahrenquellen wie nicht vogelsichere Freileitungen und Windkraftanlagen sowie Erhaltung störungsfreier oder zumindest störungsarmer Fortpflanzungsstätten während der Fortpflanzungszeit vom 1. März bis zum 15. August.

#### Schwarzspecht(Dryocopus martius)

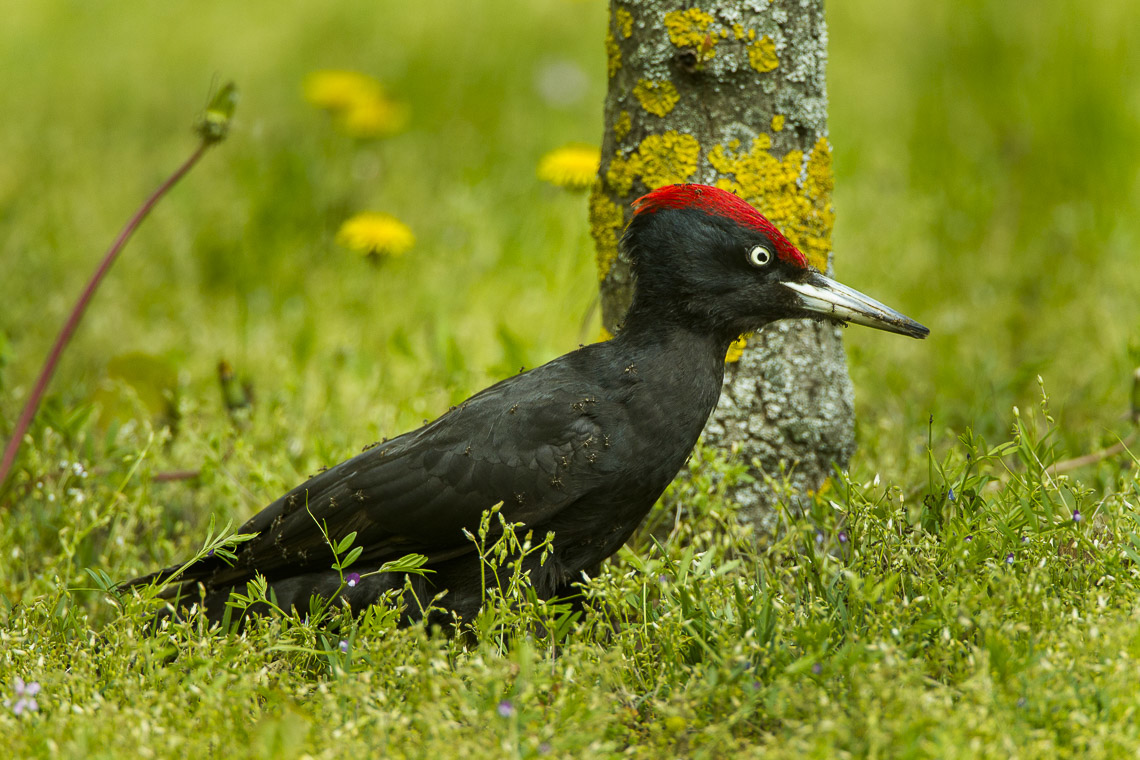
Schwarzspecht

Erhaltung von ausgedehnten Wäldern, Altbäumen und Altholzinseln, Totholz, Erhaltung der Bäume mit Großhöhlen sowie des Nahrungsangebots, insbesondere mit Ameisen.

#### Sperlingskauz(Glaucidium passerinum)
Erhaltung von strukturreichen und großflächigen Nadel- oder Mischwäldern, von Mosaiken aus lichten Altholzbeständen und Lichtungen sowie Stangenholz- und Dickungsbereichen, von Altbäumen und Altholzinseln, von Bäumen mit Höhlen, von stehendem Totholz sowie Erhaltung der natürlichen oder naturnahen Gewässer wie Bächen und Erhaltung der Moore.

#### Wespenbussard(Pernis apivorus)

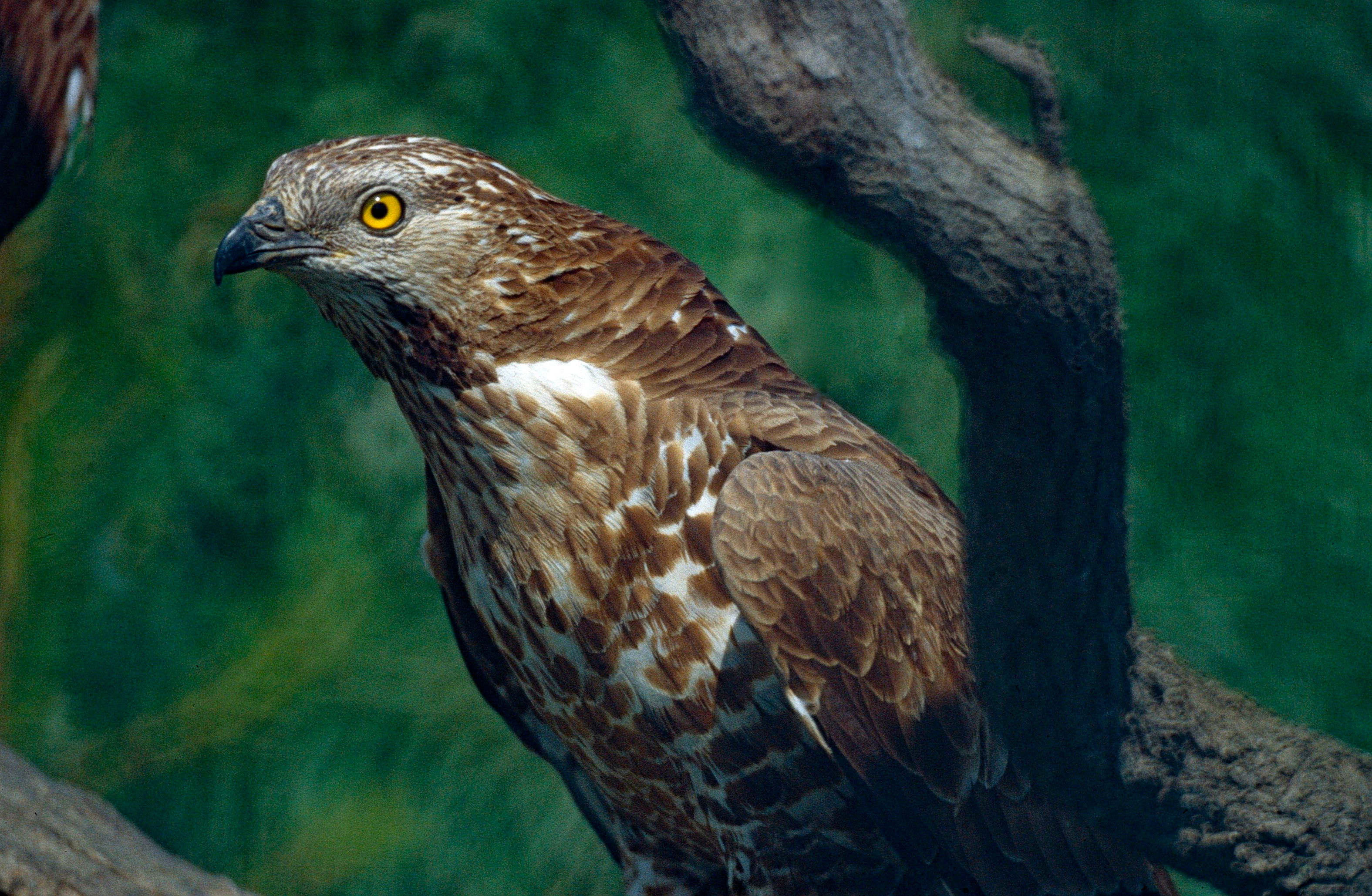
Wespenbussard

Erhaltung von vielfältig strukturierten Kulturlandschaften, lichten Laub- und Misch- sowie Kiefernwäldern, Feldgehölzen, extensiv genutztem Grünland, Altholzinseln und alten, großkronigen Bäumen mit freier Anflugmöglichkeit, Erhaltung der Magerrasen, Bäumen mit Horsten, Erhaltung des Nahrungsangebots, insbesondere mit Staaten bildenden Wespen und Hummeln sowie Erhaltung störungsfreier oder zumindest störungsarmer Fortpflanzungsstätten während der Fortpflanzungszeit vom 1. Mai bis zum 31. August.

### Zugvögel
Weitere, nicht in Anhang I aufgelistete Zugvogelarten, die im Land brüten und für die Schutzgebiete ausgewählt wurden. In diese Kategorie fallen in Baden-Württemberg insgesamt 36 Arten.

#### Baumfalke(Falco subbuteo)

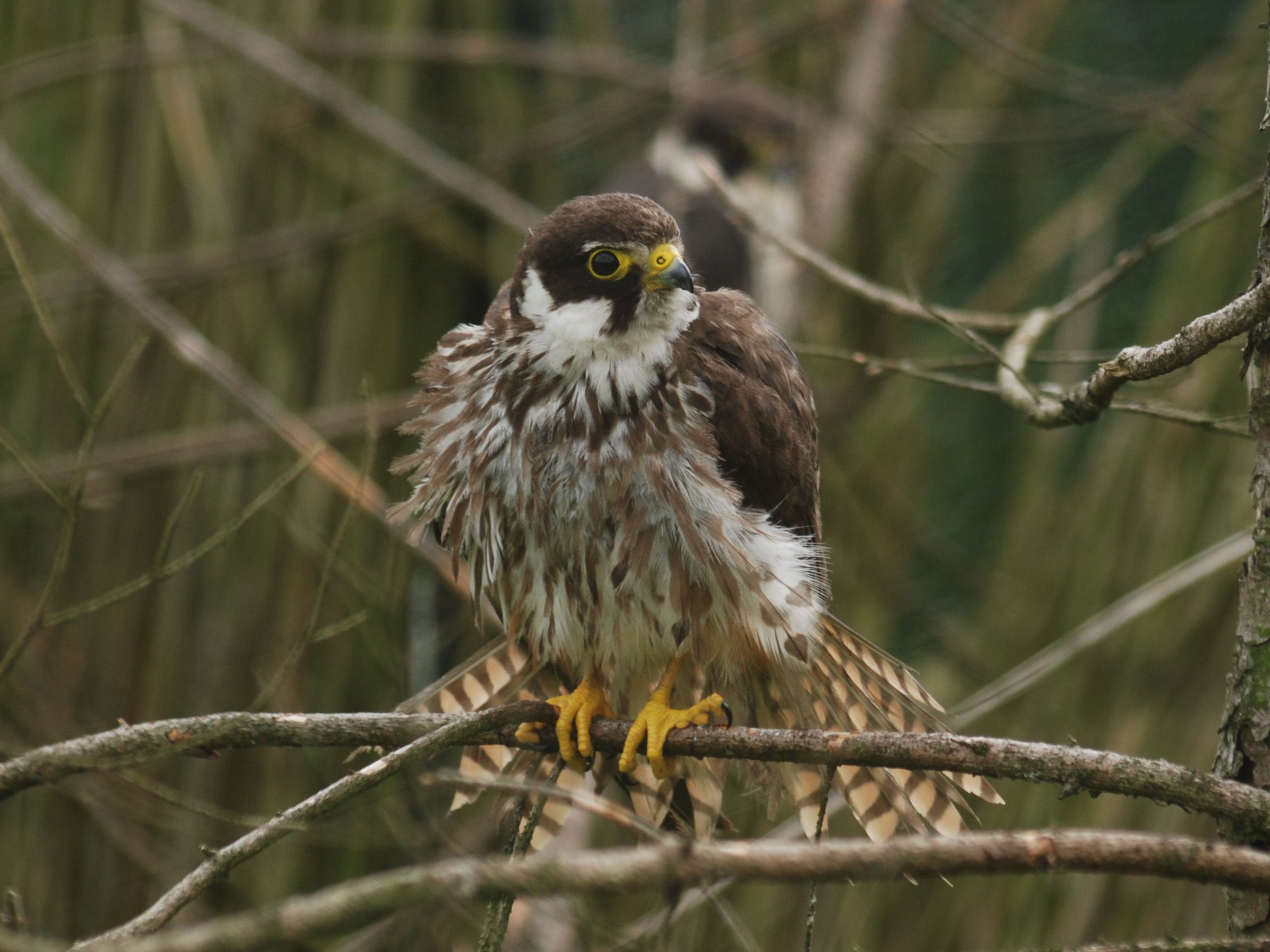
Baumfalke

Erhaltung von lichten Wäldern mit angrenzenden offenen Landschaften, von Altbäumen und Altholzinseln, von Überhältern, von Feldgehölzen oder Baumgruppen in Feldfluren oder entlang von Gewässern, von extensiv genutztem Grünland, von Gewässern mit strukturreichen Uferbereichen und Verlandungszonen, von Nistgelegenheiten wie Krähennester, des Nahrungsangebots, insbesondere mit Kleinvögeln und Großinsekten sowie störungsfreier oder zumindest störungsarmer Fortpflanzungsstätten während der Fortpflanzungszeit vom 15. April bis zum 15. September.

#### Braunkehlchen(Saxicola rubetra)

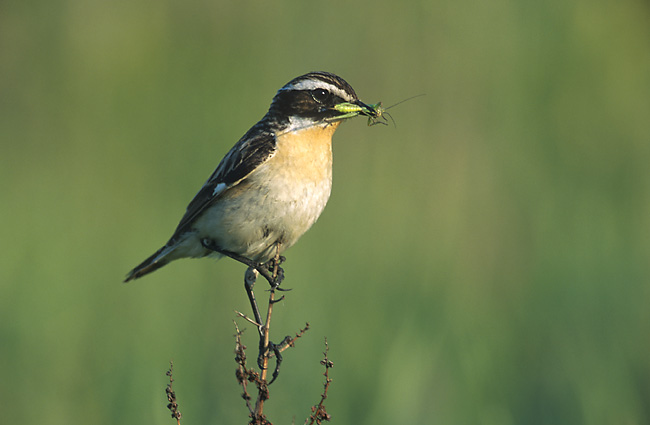
Braunkehlchen

Erhaltung von überwiegend spät gemähten extensiv bewirtschafteten Grünlandkomplexen, von Großseggenrieden, Mooren und Heiden, von Saumstreifen wie Weg- und Feldraine sowie Rand-, Altgrasstreifen, Brachen und gehölzfreien Böschungen, von vereinzelten Büschen, Hochstauden, Steinhaufen und anderen als Jagd-, Sitz- und Singwarten geeigneten Strukturen, von Sekundärlebensräumen wie aufgelassene Abbaustätten mit vorgenannten Lebensstätten, des Nahrungsangebots sowie störungsfreier oder zumindest störungsarmer Fortpflanzungsstätten während der Fortpflanzungszeit vom 1. Mai bis zum 31. August.

#### Grauammer(Emberiza calandra)
Erhaltung von extensiv genutzten Grünlandgebieten und reich strukturierten Feldfluren, von Brachen, Ackerrandstreifen sowie Gras- und Staudensäumen, von Gras- und Erdwegen, von Feldhecken, solitären Bäumen und Sträuchern, Erhaltung des Nahrungsangebots, insbesondere mit Insekten als Nestlingsnahrung sowie Wildkrautsämereien sowie Erhaltung störungsfreier oder zumindest störungsarmer Fortpflanzungsstätten während der Fortpflanzungszeit vom 15. April bis zum 31. August eines jeden Jahres.

#### Hohltaube(Columba oenas)

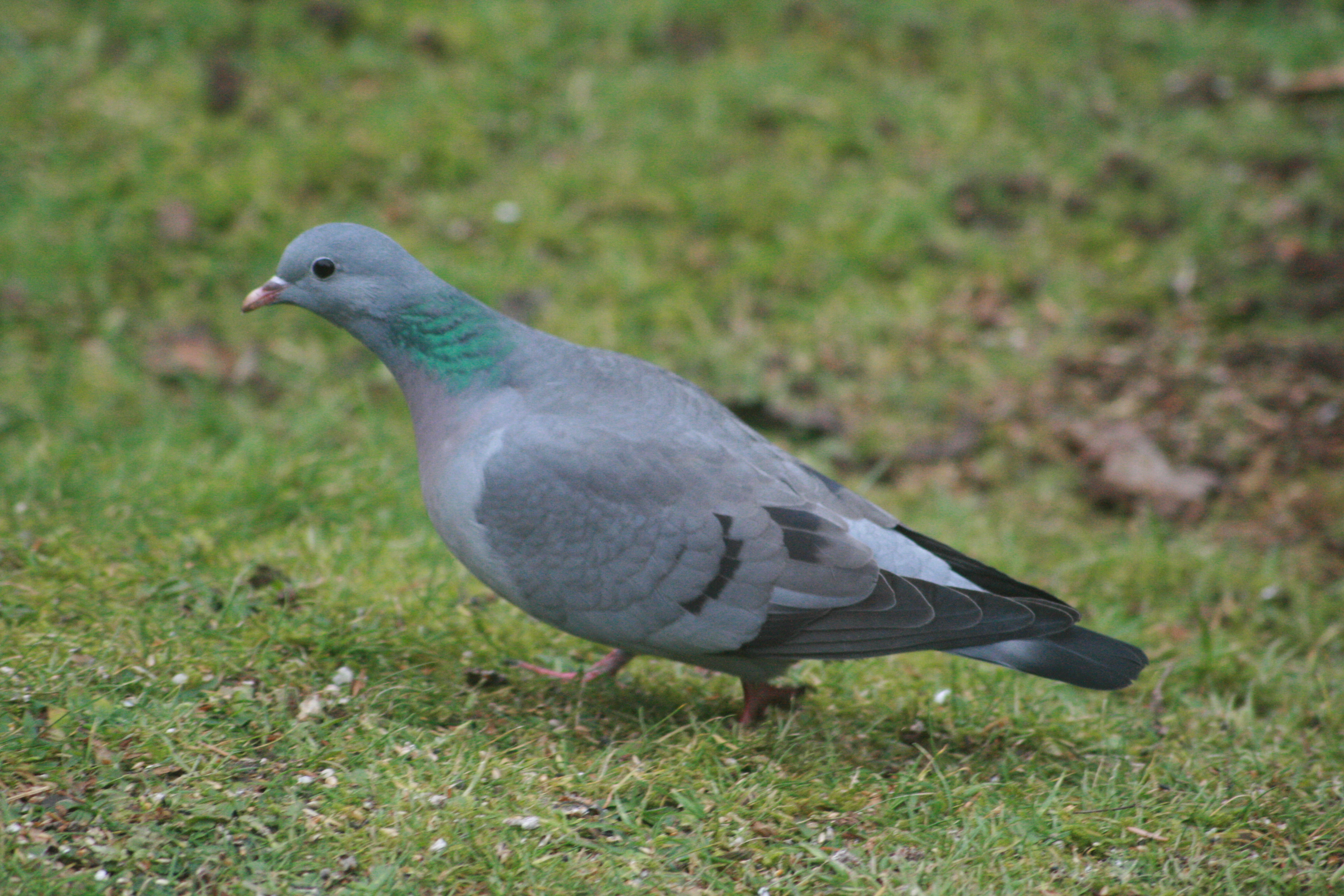
Hohltaube

Erhaltung von Laub- und Laubmischwäldern, von Altbäumen und Altholzinseln, von Bäumen mit Großhöhlen sowie Grünlandgebieten und extensiv genutzten Feldfluren mit Brachen, Ackerrandstreifen sowie wildkrautreichen Grassäumen.

#### Kiebitz(Vanellus vanellus)

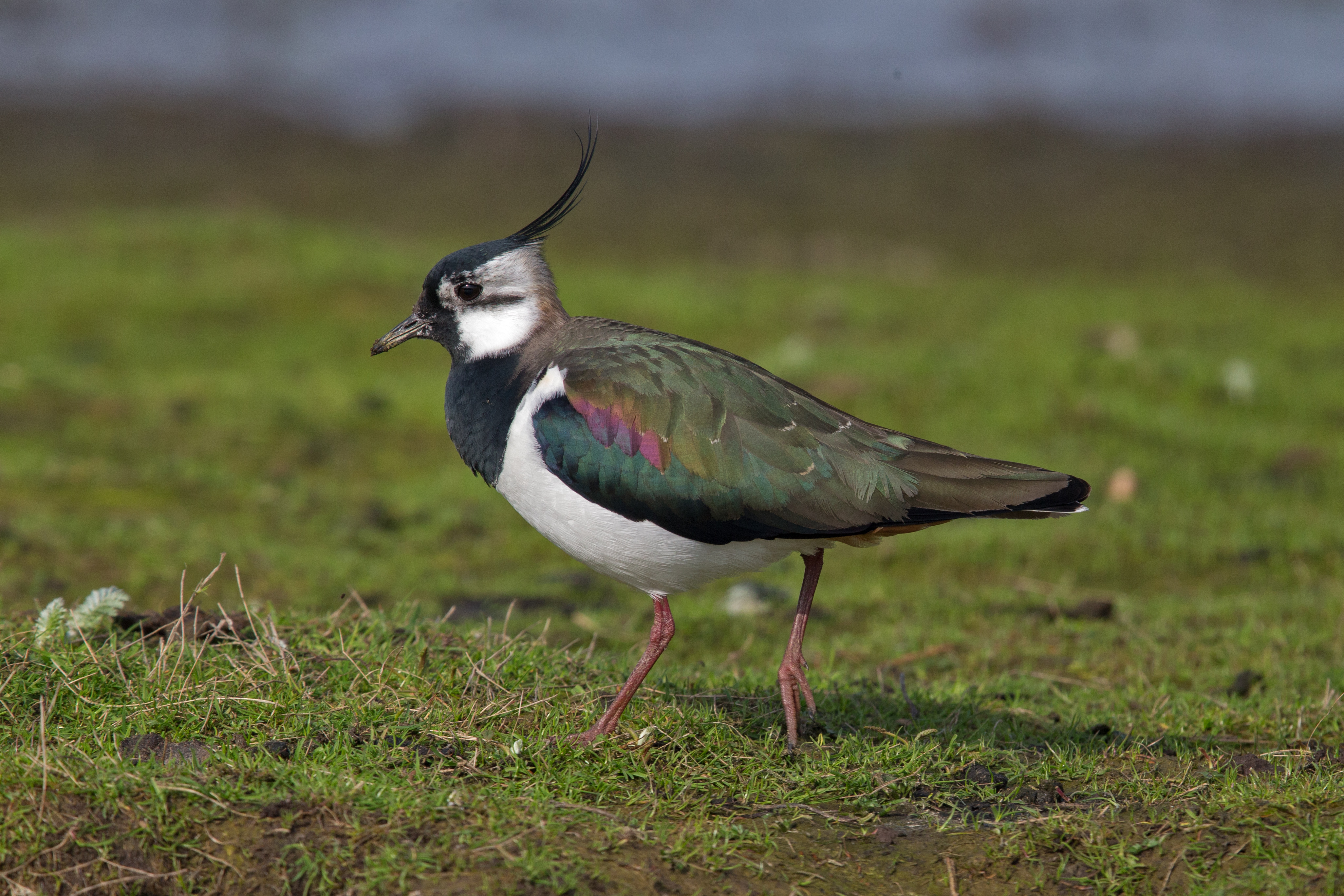
Kiebitz

Erhaltung von weiträumigen offenen Kulturlandschaften, Viehweiden, mageren Wiesen mit lückiger Vegetationsstruktur, Grünlandbrachen, Ackerland mit später Vegetationsentwicklung und angrenzendem Grünland, von Flutmulden, zeitweise überschwemmten Senken und nassen Ackerbereichen, Erhaltung der extensiv genutzten Feuchtwiesenkomplexe, der naturnahen Flussniederungen, der Gewässer mit Flachufern sowie Erhaltung störungsfreier oder zumindest störungsarmer Fortpflanzungsstätten während der Fortpflanzungszeit vom 1. Februar bis zum 31. August.

#### Nördlicher Raubwürger(Lanius excubitor)

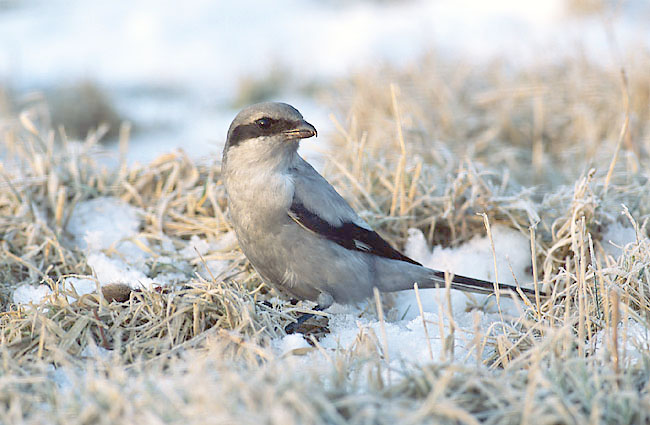
Nördlicher Raubwürger

Erhaltung von ausgedehnten extensiv bewirtschafteten Streuobstwiesen mit zahlreichen Büschen, von Heckengebieten mit den dortigen Kleinstrukturen wie Steinriegelhecken, kleinflächige Brachen, sumpfige Senken, Einzelbüsche und -bäume, unbefestigte Feldwege, Erhaltung der beweideten Wacholderheiden mit Busch- und Baumgruppen, Erhaltung von magerem Grünland, von Ödland- und Bracheflächen sowie Saumstreifen, Erhaltung der Moore mit Büschen und Bruchwaldinseln, der quelligen Stellen und sumpfigen Senken, Erhaltung von unzerschnittenen Landschaften, insbesondere ohne befestigte Wege und Straßen, Erhaltung des Nahrungsangebots, insbesondere mit Kleinsäugern und Großinsekten sowie Erhaltung störungsfreier oder zumindest störungsarmer Fortpflanzungsstätten während der Fortpflanzungszeit vom 15. Februar bis zum 15. Juli.

#### Schwarzkehlchen(Saxicola rubicola)

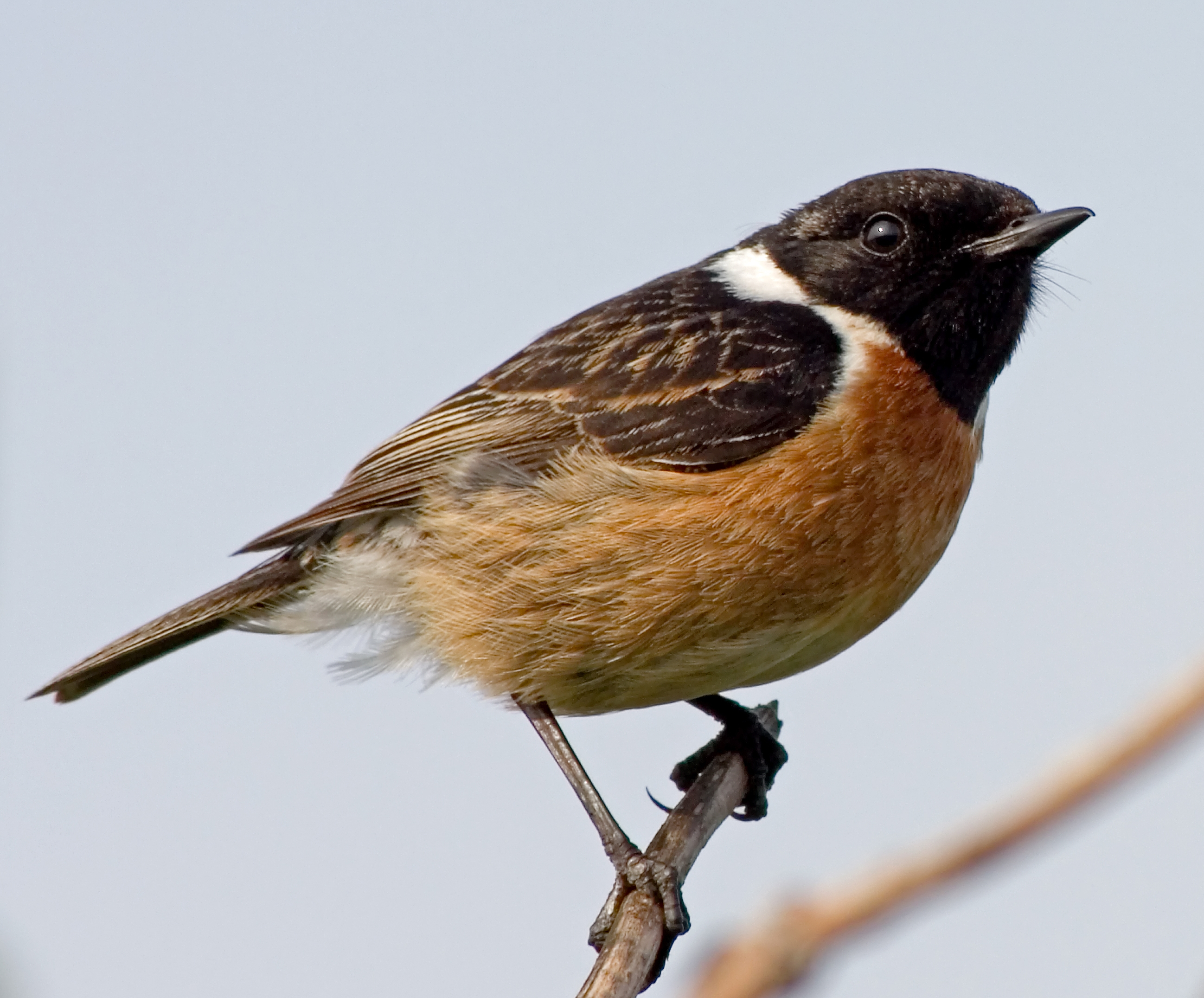
Schwarzkehlchen

Erhaltung der Heiden und Moore, der Ried- und Streuwiesen, Erhaltung von Weg- und Feldrainen, Saumstreifen, Böschungen, kleineren Feldgehölzen, unbefestigten Feldwegen, Rand- und Altgrasstreifen sowie von Brachflächen, von vereinzelten Büschen, Hochstauden, Steinhaufen und anderen als Jagd-, Sitz- und Singwarten geeigneten Strukturen, von Sekundärlebensräumen wie aufgelassene Abbaustätten mit vorgenannten Lebensstätten sowie Erhaltung des Nahrungsangebots, insbesondere mit Insekten und Spinnen.

#### Wachtel(Coturnix coturnix)
Erhaltung einer reich strukturierten Kulturlandschaft, Erhaltung von vielfältig genutztem Ackerland, extensiv genutztem Grünland, insbesondere von magerem Grünland mit lückiger Vegetationsstruktur und hohem Kräuteranteil, von Gelände-Kleinformen mit lichtem Pflanzenwuchs wie Zwickel, staunasse Kleinsenken, Dolinen-Einbrüche, quellige Flecken, Kleinmulden, Steinfelder, Magerrasen-Flecken und Steinriegel, von wildkrautreichen Ackerrandstreifen und kleineren Brachen, Gras-, Röhricht- und Staudensäumen sowie Erhaltung des Nahrungsangebots, insbesondere mit verschiedenen Sämereien und Insekten.

#### Wendehals(Jynx torquilla)
Erhaltung von aufgelockerten Laub-, Misch- und Kiefernwäldern auf trockenen Standorten sowie Auenwäldern mit Lichtungen oder am Rande von Offenland, Erhaltung von extensiv bewirtschafteten Streuobstbeständen, Magerrasen, Heiden und Steinriegel-Hecken-Gebieten, von mageren Mähwiesen oder Viehweiden sowie Feldgehölzen, Erhaltung von zeitlich differenzierten Nutzungen im Grünland, von Altbäumen und Altholzinseln, von Bäumen mit Höhlen, Erhaltung von Randstreifen, Rainen, Böschungen und gesäumten gestuften Waldrändern sowie Erhaltung des Nahrungsangebots, insbesondere mit Wiesenameisen.

#### Zwergtaucher(Tachybaptus ruficollis)

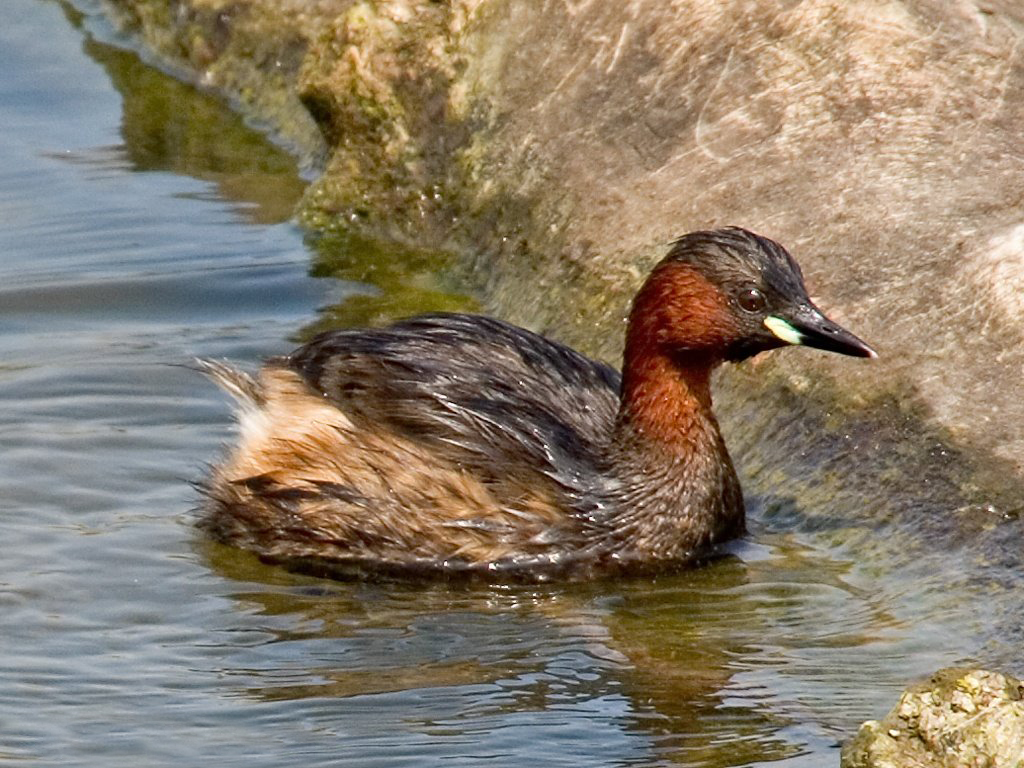
Zwergtaucher

Erhaltung der zumindest stellenweise deckungsreichen Stillgewässer, Feuchtwiesengräben, langsam fließenden Bäche und Wiesengräben, Verlandungszonen mit Röhrichten wie Schilf-, Rohrkolben-, Wasserschwaden- oder Rohrglanzgrasbestände, Erhaltung einer Wasserqualität, die gute Sichtbedingungen für den Beutefang gewährleistet, Erhaltung von Sekundärlebensräumen wie aufgelassene Torfstiche mit vorgenannten Lebensstätten sowie Erhaltung störungsfreier oder zumindest störungsarmer Fortpflanzungsstätten während der Fortpflanzungszeit (15. Februar bis 15. September).